# Gianluca Rocchi
Gianluca Rocchi (Florence, 25 augustus 1973) is een Italiaans voormalig voetbalscheidsrechter. Hij was in dienst van FIFA en UEFA tussen 2009 en 2019. Ook leidde hij van 2004 tot 2020 wedstrijden in de Serie A.
Op 16 mei 2004 leidde Rocchi zijn eerste wedstrijd in de Italiaanse eerste divisie. De wedstrijd tussen Lecce en Reggina eindigde in een 2–1 overwinning voor Lecce. Hij gaf in dit duel vier gele kaarten. Vier jaar later, op 31 juli 2008, floot Rocchi zijn eerste wedstrijd in de UEFA Europa League. APOEL Nicosia en FK Pelister troffen elkaar in de eerste ronde (1–0). In dit duel deelde de Italiaanse leidsman twee gele kaarten uit en hij stuurde ook één speler van het veld.
Zijn eerste wedstrijd in de UEFA Champions League volgde op 5 augustus 2009, toen in de derde ronde Slavia Praag met 1-1 gelijkspeelde tegen Sheriff Tiraspol. Na deze uitslag ging de bezoekende ploeg, Sheriff, door naar de volgende ronde op basis van uitdoelpunten. Rocchi gaf in dit duel viermaal een gele kaart aan een speler. Op dinsdag 8 augustus 2017 floot hij de UEFA Super Cup tussen Real Madrid en Manchester United. De wedstrijd eindigde in 2–1.
In het seizoen 2019/20 kreeg Rocchi kritiek na een optreden in de Champions League bij de wedstrijd tussen Chelsea en Ajax. Hier gaf hij Joël Veltman en Daley Blind van Ajax hun tweede gele kaart, alsmede tegelijkertijd een strafschop toe te kennen aan Chelsea. Tijdens de UEFA-documentaire Man in the Middle ging de Italiaan hier op in: hij hield eraan vast de regels te hebben gevolgd.
Rocchi besloot in 2020 te stoppen als scheidsrechter. Zijn laatste wedstrijd was in de Serie A en ging tussen Juventus en AS Roma (uitslag 1–3).

## Interlands
| Datum            | Plaats                   | Wedstrijd               | Uitslag | Competitie              | Kreeg geel | Kreeg voor de tweede keer geel en dus rood | Weggestuurd |
| ---------------- | ------------------------ | ----------------------- | ------- | ----------------------- | ---------- | ------------------------------------------ | ----------- |
| 1 april 2009     | Genève, Zwitserland      | Zwitserland – Moldavië  | 2 – 0   | WK 2010 kwalificatie    | 3          | 0                                          | 0           |
| 3 maart 2010     | Brussel, België          | België – Kroatië        | 0 – 1   | Vriendschappelijk       | 2          | 0                                          | 0           |
| 11 augustus 2010 | Solna, Zweden            | Zweden – Schotland      | 3 – 0   | Vriendschappelijk       | 3          | 0                                          | 0           |
| 8 oktober 2010   | Salamanca, Spanje        | Spanje – Litouwen       | 3 – 1   | EK 2012 kwalificatie    | 0          | 0                                          | 0           |
| 26 maart 2011    | Oslo, Noorwegen          | Noorwegen – Denemarken  | 1 – 1   | EK 2012 kwalificatie    | 2          | 0                                          | 0           |
| 10 augustus 2011 | Serravalle, San Marino   | San Marino – Roemenië   | 0 – 1   | Vriendschappelijk       | 5          | 0                                          | 0           |
| 2 september 2011 | Nicosia, Cyprus          | Cyprus – Portugal       | 0 – 4   | EK 2012 kwalificatie    | 3          | 1                                          | 0           |
| 26 juli 2012     | Cardiff, Wales           | Brazilië – Egypte       | 3 – 2   | Olympische Spelen 2012  | 4          | 0                                          | 0           |
| 7 augustus 2012  | Londen, Engeland         | Mexico – Japan          | 3 – 1   | Olympische Spelen 2012  | 2          | 0                                          | 0           |
| 17 oktober 2012  | Warschau, Polen          | Polen – Engeland        | 1 – 1   | WK 2014 kwalificatie    | 3          | 0                                          | 0           |
| 7 juni 2013      | Wenen, Oostenrijk        | Oostenrijk – Zweden     | 2 – 1   | WK 2014 kwalificatie    | 4          | 0                                          | 0           |
| 5 maart 2014     | Boekarest, Roemenië      | Roemenië – Argentinië   | 0 – 0   | Vriendschappelijk       | 0          | 0                                          | 0           |
| 9 september 2014 | Praag, Tsjechië          | Tsjechië – Nederland    | 2 – 1   | EK 2016 kwalificatie    | 3          | 0                                          | 0           |
| 8 september 2015 | Londen, Engeland         | Engeland – Zwitserland  | 2 – 0   | EK 2016 kwalificatie    | 2          | 0                                          | 0           |
| 13 oktober 2015  | Konya, Turkije           | Turkije – IJsland       | 1 – 0   | EK 2016 kwalificatie    | 2          | 0                                          | 1           |
| 26 maart 2016    | Berlijn, Duitsland       | Duitsland – Engeland    | 2 – 3   | Vriendschappelijk       | 2          | 0                                          | 0           |
| 8 oktober 2016   | Warschau, Polen          | Polen – Denemarken      | 3 – 2   | WK 2018 kwalificatie    | 3          | 0                                          | 0           |
| 12 november 2016 | Zagreb, Kroatië          | Kroatië – IJsland       | 2 – 0   | WK 2018 kwalificatie    | 3          | 0                                          | 1           |
| 21 juni 2017     | Moskou, Rusland          | Rusland – Portugal      | 0 – 1   | Confederations Cup 2017 | 5          | 0                                          | 0           |
| 25 juni 2017     | Moskou, Rusland          | Chili – Australië       | 1 – 1   | Confederations Cup 2017 | 6          | 0                                          | 0           |
| 31 augustus 2017 | Parijs, Frankrijk        | Frankrijk – Nederland   | 4 – 0   | WK 2018 kwalificatie    | 3          | 1                                          | 0           |
| 9 november 2017  | Zagreb, Kroatië          | Kroatië – Griekenland   | 4 – 1   | WK 2018 kwalificatie    | 3          | 0                                          | 0           |
| 14 november 2017 | Sint-Petersburg, Rusland | Rusland – Spanje        | 3 – 3   | Vriendschappelijk       | 2          | 0                                          | 0           |
| 15 juni 2018     | Sotsji, Rusland          | Portugal – Spanje       | 3 – 3   | WK 2018                 | 2          | 0                                          | 0           |
| 24 juni 2018     | Jekaterinenburg, Rusland | Japan – Senegal         | 2 – 2   | WK 2018                 | 5          | 0                                          | 0           |
| 2 juli 2018      | Samara, Rusland          | Brazilië – Mexico       | 2 – 0   | WK 2018                 | 6          | 0                                          | 0           |
| 11 oktober 2018  | Podgorica, Montenegro    | Montenegro – Servië     | 0 – 2   | Nations League 2018/19  | 5          | 0                                          | 0           |
| 26 maart 2019    | Oslo, Noorwegen          | Noorwegen – Zweden      | 3 – 3   | EK 2020 kwalificatie    | 7          | 0                                          | 0           |
| 7 juni 2019      | Skopje, Noord-Macedonië  | Noord-Macedonië – Polen | 0 – 1   | EK 2020 kwalificatie    | 4          | 1                                          | 0           |
| 11 oktober 2019  | Reykjavik, IJsland       | IJsland – Frankrijk     | 0 – 1   | EK 2020 kwalificatie    | 5          | 0                                          | 0           |
| 14 november 2019 | Pilsen, Tsjechië         | Tsjechië – Kosovo       | 2 – 1   | EK 2020 kwalificatie    | 6          | 0                                          | 0           |